# 鲍勃·比蒙
鲍勃·比蒙（英語：Bob Beamon，1946年8月29日—）是美国田径运动员，在1968年墨西哥奧運會上以8.90米打破跳远世界纪录，此纪录保持了23年之后才被同樣來自美國的運動員邁克·鮑威爾所打破。

## 早期生活
鲍勃·比蒙出生在纽约市皇后區的南牙买加地区。当比蒙只有8个月大时，其母因結核病去世，其繼父陷於獄中，遂由外祖母抚养長大。

## 1968年夏季奥林匹克运动会
1968年10月18日在墨西哥城的夏季奥运会上，比蒙以8米90（29英尺2½英寸）创造了跳远世界纪录。纪录保持了23年，直到1991年由邁克·鮑威爾在東京舉辦的世界田徑錦標賽打破，但比蒙的記錄在56年後仍是奧運第一及世界第二。
当宣布跳远成绩时，比蒙因不熟悉公制單位還不知道發生了什麼事。当他的队友和教练拉尔夫·波士顿告诉他他打破世界纪录近二英呎时，激动的比蒙瘫倒并捂住脸。他的对手们把他扶起来。 一位记者称比蒙“看见闪电的人”。体育记者Dick Schaap为这一跳写了一本书，叫“完美的一跳（The Perfect Jump）”。在比蒙一跳之前，世界纪录自1901年被打破13次，平均每次增加6 厘米（2½英寸），最大一次增加是15 厘米（6英寸）。比蒙超过原纪录55 厘米（21¾英寸），他是第一个超过28英尺和29英尺的人。
卫冕奥运会冠军英国的林恩·戴维斯（Lynn Davies）告诉比蒙「你毁了这项賽事」，在田徑行话里使用一个新的形容词「貝蒙障礙」（Beamonesque）来描述伟大且突破門檻相當高的壮举。 比蒙一跳落在了靠近沙坑远端，但这么远的一跳已经超出了已经安装用来测量跳远距离的光学装置的测量限度。 迫使官员们手动测量跳远距离。比蒙跳完后不久下了场大雨，使他的对手很难重复比蒙的壮举。克劳斯·贝尔以8米19的成绩名列第二。
在這記錄之躍，比蒙受惠於幾項環境因素。位於海拔2240公尺的墨西哥城，其空氣阻力較海平面小，這大概造成了4公分的差距。比蒙也受惠於每秒二公尺的風速，剛好是記錄允許的上限。據估計風速及海拔大概增加了31公分的跳遠距離。除了比蒙的記錄，在1968的奧運賽事中，大多數的短跑及跳躍相關賽事之世界紀錄也被打破。就在同一小時，李·伊凡創了400米赛跑的新世界紀錄，並維持了近20年。
在贏得金牌之後，比蒙再也沒有跳超過8.22公尺。這個紀錄是唯一一次世界紀錄在奧運男子跳遠項目中被打破，雖然羅勃·勒壤得在1924的現代五項破過一次，而女子項目被破過三次（分別在1956、1964及1968年）。
比蒙此躍被《運動畫刊》視為廿世紀運動項目五大偉大時刻之一。

## 以后生活
墨西哥奥运会后不久，比蒙被菲尼克斯太阳篮球队征用。
1972年他从阿德菲大学（Adelphi University）毕业获得社会学学位
他现在住在迈阿密并与电影制片人Milana Walter Beamon结婚。

## 跳遠前15好成績（Top 15）
- 不計超風速、海拔超過1000公尺的成績

| 成績            |      | 風速（公尺/秒） | 日期          | 地點                                  |
| --------------- | ---- | --------------- | ------------- | ------------------------------------- |
| 8.33公尺        | 室外 | +1.3            | 1968年6月20日 | 美国加利福尼亞州沙加緬度              |
| 8.30公尺        | 室內 |                 | 1968年3月15日 | 美国密西根州韋恩縣底特律              |
| 8.25公尺        | 室內 |                 | 1968年1月20日 | 美国密蘇里州堪薩斯城                  |
| 8.21公尺        | 室內 |                 | 1967年3月3日  | 美国加利福尼亞州奧克蘭                |
| 8.21公尺        | 室內 |                 | 1968年2月24日 | 美国加利福尼亞州奧克蘭                |
| 8.20公尺        | 室內 |                 | 1969年1月4日  | 美国加利福尼亞州舊金山                |
| 8.20公尺        | 室外 | +0.6            | 1969年6月28日 | 美国佛羅里達州邁阿密                  |
| 8.14公尺        | 室外 |                 | 1968年6月29日 | 美国加利福尼亞州洛杉磯郡              |
| 8.11公尺        | 室外 |                 | 1967年5月27日 | 美国加利福尼亞州斯坦尼斯勞斯郡Modesto |
| 8.07公尺        | 室外 |                 | 1967年        | 加拿大曼尼托巴省溫尼伯                |
| 8.06公尺        | 室內 |                 | 1973年3月24日 | 美国加利福尼亞州洛杉磯郡              |
| 8.01公尺        | 室內 |                 | 1973年4月1日  | 美国加利福尼亞州聖馬刁郡戴利城        |
| 7.93公尺        | 室外 |                 | 1967年8月12日 | 英国英格蘭倫敦                        |
| 7.91公尺        | 室外 |                 | 1970年6月13日 | 雅典                                  |
| 7.84公尺        | 室外 |                 | 1967年6月     | 美国加利福尼亞州克恩縣Bakersfield     |
| 平均約8.118公尺 |      |                 |               |                                       |

## 荣誉
比蒙為美国田径名人堂（National Track and Field Hall of Fame）成員，並在1983年成為首批進入美國奧運名人堂的成員之一

## 流行文化
热门剧《辛普森一家》中，比蒙之跳被描绘成“奥运史上伟大的时刻”之一。他的著名一跳跳出了体育场。

## 延伸阅读
- Beamon, Bob, and Milana Walter Beamon. (1999). The Man Who Could Fly: The Bob Beamon Story. Columbus, MS: Genesis Press. ISBN 1-885478-89-5.
- Schaap, Dick. (1976). The Perfect Jump. New York, NY: New American Library.

## 外部連結
- 鲍勃·比蒙在的頁面
- Youtube Video of Jump （页面存档备份，存于）